# Acrostira bellamyi
Acrostira bellamyi är en insektsart som först beskrevs av Boris Petrovich Uvarov 1922.  Acrostira bellamyi ingår i släktet Acrostira och familjen Pamphagidae. IUCN kategoriserar arten globalt som nära hotad. Inga underarter finns listade i Catalogue of Life.